# Cabaret (ort)
Cabaret är en ort i Haiti.   Den ligger i departementet Ouest, i den centrala delen av landet, 23 km norr om huvudstaden Port-au-Prince. Cabaret ligger 49 meter över havet och antalet invånare är 3 951.
Terrängen runt Cabaret är platt åt sydväst, men åt nordost är den kuperad. Havet är nära Cabaret åt sydväst.  Närmaste större samhälle är Arcahaie, 10,4 km väster om Cabaret. 